# Montebuono
Montebuono é uma comuna italiana da região do Lácio, província de Rieti, com cerca de 913 habitantes. Estende-se por uma área de 19 km², tendo uma densidade populacional de 48 hab/km². Faz fronteira com Calvi dell'Umbria (TR), Collevecchio, Magliano Sabina, Tarano, Torri in Sabina.

## Demografia
| Variação demográfica do município entre 1861 e 2011                               |
|                                                                                   |
| Fonte: Istituto Nazionale di Statistica (ISTAT) - Elaboração gráfica da Wikipedia |